# Adika Peter-McNeilly
Adika Peter-McNeilly (Toronto, 17 aprile 1993) è un cestista canadese con cittadinanza santaluciana.

## Palmarès
- CEBL 6th man of the year (2021)